# Chovdská jezera

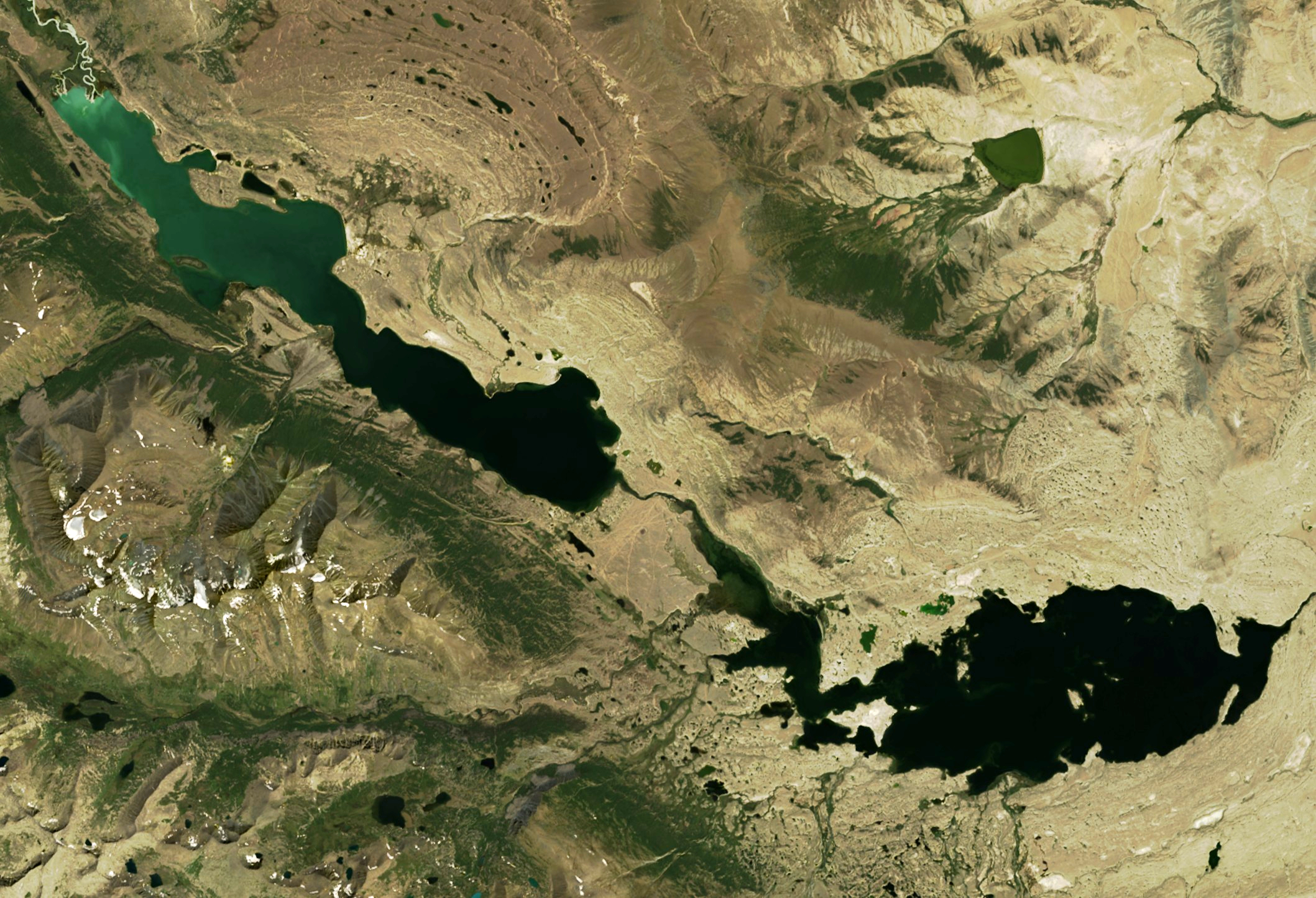
Jezera ze satelitu Landsat (2022), vlevo Choton núr, vpravo Chorgon núr

Chovdská jezera je označení pro skupinu dvou sladkovodních jezer v Bajanölgijském ajmagu v Mongolsku. Nachází se v rozsáhlé mezihorské propadlině na severním svahu Mongolského Altaje. Leží v nadmořské výšce více než 2000 m.

## Vodní režim
Přes jezera protéká řeka Chovd gol. V zimě jezera zamrzají.

## Jezera
| jezero      | mongolsky   | somon            | rozloha (km²) | délka (km) | šířka (km) | m.hl. (m) | objem (km³) | n.v. (m) |
| ----------- | ----------- | ---------------- | ------------- | ---------- | ---------- | --------- | ----------- | -------- |
| Chorgon núr | Хурган нуур | Cengel, Ulánchus | 71            | 23,3       | 6          | 28        | 0,537       | 2 072    |
| Choton núr  | Хотон нуур  | Cengel           | 50            | 22         | 4          | 58        | 1,341       | 2 084    |

## Fauna
Jezera jsou bohatá na ryby.